# Diagonal
|  | Aquest article tracta sobre el segment que uneix dos vèrtexs no consecutius d'un polígon o políedre. Vegeu-ne altres significats a «Diagonal (desambiguació)». |

Diagonals d'un cub de costats de longitud unitària. AC' (pintat en blau) és una diagonal espacial de longitud, mentre que AC (pintat en vermell) és una diagonal de cara de longitud.

Una diagonal és una línia que uneix dos vèrtexs no consecutius d'un polígon o d'un políedre. En sentit col·loquial, una diagonal és una recta o segment amb certa inclinació. En matemàtiques, a part del seu significat geomètric, el terme diagonal també s'usa en matrius per referir-se a un conjunt d'elements al llarg d'una línia diagonal.

## Etimologia
La paraula diagonal prové del grec antic διαγώνιος, diagonios ("d'angle a angle"). Fou utilitzada tant per Estrabó com per Euclides per referir-se al segment que connecta dos vèrtexs d'un rombe o cuboide. Està formada pels elements διά-, dia- ("a través") i γωνία, gonia ("angle", relacionada amb gony, "genoll"), i després fou adoptada en llatí com diagonus ("línia inclinada").

## Nombre de diagonals d'un polígon
Per un polígon convex o còncau de n costats, el nombre de diagonals ve donades per l'equació:

{\displaystyle N_{d}={\frac {n(n-3)}{2}}}

Aquest resultat s'obté raonant de la següent manera: a partir de cadascun dels n vèrtexs poden traçar-se {\displaystyle n-3} diagonals, ja que no hi ha diagonals cap al mateix vèrtex ni cap als 2 vèrtexs adjacents. Com que la diagonal que va d'un vèrtex A a un altre B i la que ve d'aquest vèrtex B de tornada al vèrtex A són la mateixa diagonal, es divideix per dos per evitar comptar aquesta diagonal dues vegades.
| Costats | Diagonals |
| ------- | --------- |
| 3       | 0         |
| 4       | 2         |
| 5       | 5         |
| 6       | 9         |
| 7       | 14        |
| 8       | 20        |
| 9       | 27        |
| 10      | 35        |

| Costats | Diagonals |
| ------- | --------- |
| 11      | 44        |
| 12      | 54        |
| 13      | 65        |
| 14      | 77        |
| 15      | 90        |
| 16      | 104       |
| 17      | 119       |
| 18      | 135       |

| Costats | Diagonals |
| ------- | --------- |
| 19      | 152       |
| 20      | 170       |
| 21      | 189       |
| 22      | 209       |
| 23      | 230       |
| 24      | 252       |
| 25      | 275       |
| 26      | 299       |

| Costats | Diagonals |
| ------- | --------- |
| 27      | 324       |
| 28      | 350       |
| 29      | 377       |
| 30      | 406       |
| 31      | 434       |
| 32      | 464       |
| 33      | 495       |
| 34      | 527       |

| Costats | Diagonals |
| ------- | --------- |
| 35      | 560       |
| 36      | 594       |
| 37      | 629       |
| 38      | 665       |
| 39      | 702       |
| 40      | 740       |
| 41      | 779       |
| 42      | 819       |

## Matrius
En el cas d'una matriu quadrada, la diagonal principal és la línia diagonal d'elements que va de la cantonada superior esquerra fins a la cantonada inferior dreta. Per una matriu {\displaystyle A} amb l'índex de fila especificat per {\displaystyle i} i l'índex de columna especificat per {\displaystyle j}, la diagonal principal està formada pels elements {\displaystyle A_{ij}} que compleixin {\displaystyle i=j}. Per exemple, la matriu identitat es defineix com aquella que té tot d'uns a la diagonal principal i zeros a la resta de la matriu:
{\displaystyle {\begin{pmatrix}1&0&0\\0&1&0\\0&0&1\end{pmatrix}}}
La diagonal que va de la cantonada superior dreta a la cantonada inferior esquerra s'anomena diagonal menor o antidiagonal. Una matriu diagonal és aquella que té tots els elements que no es troben sobre la diagonal principal iguals a zero.

## Geometria
Per analogia, el subconjunt del producte cartesià X×X de qualsevol conjunt X amb ell mateix, consistint de tots els parells {\displaystyle (x,x)}, s'anomena diagonal i és el graf de la relació identitat. Té un paper important en geometria: per exemple, el punt fix d'una relació F des de X a ella mateixa es pot obtenir intersecant el graf de F amb la diagonal.
En estudis de geometria, és comuna la idea d'intersecar la diagonal amb ella mateixa, no directament sinó pertorbant-la amb una classe equivalent. Això està relacionat a un nivell més profund amb la característica d'Euler i els zeros de camps vectorials. Per exemple, el cercle té nombres de Betti 1, 1, 0, 0, 0 i, per tant, la seva característica d'Euler és 0. Una manera geomètrica d'expressar això és mirar a la diagonal del tor doble {\displaystyle S^{1}xS^{1}} i observar que es pot moure cap a fora d'ell mateix amb el petit moviment {\displaystyle (\theta ,\theta )} a {\displaystyle (\theta ,\theta +\epsilon )}. En general, el nombre d'intersecat del graf d'una funció amb la diagonal es pot calcular usant l'homologia amb el teorema del punt fix de Lefschetz; l'autointersecat de la diagonal és el cas especial de la funció identitat.